# Bataille de Jilli
Insurrection de Boko Haram
Batailles
La bataille de Jilli a lieu le 14 juillet 2018 pendant l'insurrection de Boko Haram.

## Déroulement
Le 14 juillet 2018, les djihadistes de l'État islamique en Afrique de l'Ouest attaquent la base militaire de Jilli, à une soixantaine de kilomètres de Geidam, défendue par 730 soldats de la 81e division,,. Ces derniers, venus de Lagos, venaient alors tout juste d'être déployés dans le Nord. Les assaillants, venus du lac Tchad, appartiennent quant à eux à la faction d'Abou Mosab al-Barnaoui et auraient attaqué depuis la ville de Gubio. 
L'armée nigériane aurait été informée que la base de Jilli risquait de subir une attaque et avait appelé des renforts. Le 14 juillet, à 19 h 30, les djihadistes s'approchent de la base vêtus d'uniformes et conduisant des véhicules militaires aux couleurs de l'armée nigériane,. Les gardes les prennent pour des militaires et les laissent entrer à l'intérieur de la base. L'attaque commence alors et les défenseurs sont pris par surprise. Les djihadistes s'emparent de la base et les combats s'achèvent à 21 h 10. Le commandant nigérian parvient à fuir avec 63 soldats vers la ville de Geidam.

## Revendication
L'État islamique en Afrique de l'Ouest publie une vidéo le 15 janvier 2019 sur l'attaque de Jilli et celle de Gudumbali. Un chef de groupe étranger y apparaît brièvement.

## Les pertes
Les autorités nigérianes ne communiquent aucun bilan officiel, mais l'AFP indique que selon une source militaire, au moins 31 soldats, dont trois officiers, ont été tués, ainsi que deux miliciens, tandis que 24 soldats blessés ont été évacués vers un hôpital. L'agence Reuters indique quant à elle en septembre, que d'après certaines sources, au moins 100 soldats ont été tués lors de l'attaque d'une base militaire en juillet. Selon d'autres sources, jusqu'à 500 soldats auraient été portés disparus,.